# Ultra-Humanite
De Ultra-Humanite is een fictieve superschurk uit de strips van DC Comics, en een vijand van Superman. Hij maakte zijn debuut in Action Comics #13 in 1939. Van de Ultra-Humanite wordt vaak beweerd dat hij de eerste superschurk uit een stripboek was.

## Krachten
De Ultra-Humanite is een gestoorde geleerde met bovenmenselijke intelligentie. Hij is in staat zijn bewustzijn over te brengen op andere lichamen. Derhalve heeft hij in de loop van de jaren al verschillende lichamen gehad, waaronder die van actrice Delores Winters; een enorm insect; een Tyrannosaurus rex; de held Johnny Thunder en een glazen koepel. Zijn bekendste en meest gebruikte vorm is die van een gemuteerde albino gorilla.

## Biografie

### Golden Age
De Ultra-Humanite was de eerste Superschurk die Superman bevocht. Hij werd ontworpen door Jerry Siegel en Joe Shuster als een tegenpool van superman: Superman was een held met bovenmenselijke fysieke krachten, Ultra-Humanite een crimineel meesterbrein wiens oorspronkelijke lichaam was verlamd, maar die wel bovenmenselijk intelligent was.
Ultra-Humanite was het meesterbrein achter een aantal misdaden die gepleegd werden met geavanceerd technologie. Na zijn introductie werd hij een aantal verhalen lang Superman’s aartsvijand, tot hij die titel verloor aan Lex Luthor. Zijn laatste Golden Age optreden was in Action Comics #21 (1939).

### Silver Age
Ultra Humanite keerde weer terug tijdens de Silver Age in een reeks verhalen gezamenlijk bekend onder de titel Mr. and Mrs. Superman. In deze reeks verhalen nam hij voor het eerst zijn bekende albino gorilla gedaante aan. Nu hij een gorilla was, werd hij een grote Superschurk binnen het DC Universum. Naast Superman vocht hij ook met de All-Star Squadron, en de Justice Society of America.

### Post-Crisis
Na het verhaal Crisis on Infinite Earths werd Superman’s geschiedenis herschreven en kregen hij en veel bijpersonages een andere achtergrond. Ultra-Huminite werd echter onveranderd gelaten. Ook in deze Post-Crisis versie was zijn verleden verbonden met de jaren 40 en de Justice Society of America.
Deze versie van Ultra-Humanite bevocht tijdens de Tweede Wereldoorlog al veel superhelden. Hij nam zelfs eenmaal het lichaam van de held Johnny Thunder over en gebruikte hem om vrijwel elk supermens op aarde in zijn macht te krijgen.
In Justice League of America vol. 2 #1 nam de Post-Crisis versie van Ultra-Humanite zijn gorilla vorm aan.

## In andere media
Ultra-Humanite verscheen in zijn gorilla vorm in afleveringen van de series Justice League en Justice League Unlimited. Zijn stem in beide series werd gedaan door Ian Buchanan. In deze versie was hij een intellectuele crimineel met een grote liefde voor klassieke muziek. De animatieversie van Ultra-Humanite is duidelijk een stuk minder slecht dan zijn stripversie, daar hij geregeld de protagonisten van de serie helpt.